# Andrej Danko
Andrej Danko (12 augustus 1974) is een Slowaakse politicus die van 2016 tot 2020 voorzitter was van de Nationale Raad van de Slowaakse Republiek en sinds 2012 voorzitter is van de ultranationalistische Slowaakse Nationale Partij.

## Levensloop
Danko is geboren in Revúca, en studeerde aan de rechtenfaculteit van de Comeniusuniversiteit in Bratislava. Na de verplichte militaire dienst richtte hij verschillende commerciële bedrijven op en werkte hij als zelfstandig advocaat.
Van 2006 tot 2010 was hij assistent bij de Nationale Raad van Slowakije en lid van verschillende parlementaire commissies. 
Hij werd de eerste vice-president van de Slowaakse Nationale Partij in 2010. In 2012 werd hij voorzitter van de partij, als opvolger van Ján Slota.
Op 23 maart 2016 werd Danko verkozen tot voorzitter van de Nationale Raad.
In 2016 riep Danko op tot een verbod van de boerka in Slowakije.

### Promotie tot de rang van Kapitein in Reserve
In september 2016 werd Danko, terwijl hij voorzitter van het parlement was, door zijn vriend Peter Gajdoš, de minister van Defensie, gepromoveerd met acht rangen (van OR-4 tot O-2) tot kapitein in de reserve van het Slowaakse leger. De promotie werd gezien als een teken van een corrupte regering, omdat er in de geschiedenis van het Slowaakse leger nog nooit een enkele promotie met acht rangen heeft plaatsgevonden, en helemaal niet voor iemand die slechts voor de periode van één jaar in de verplichte nationale dienst was. Op 29 april 2020 annuleerde minister van Defensie Jaroslav Naď zijn rang.

### Beschuldigingen van plagiaat
In 2018 werd Danko beschuldigd van plagiaat met zijn proefschrift aan de Universiteit van Matej Bel in 2000. Toen de media belangstelling toonden voor zijn proefschrift, vroeg hij de universiteit om de publieke toegang ertoe te verbieden. Onder publieke druk hief Danko het verbod na een maand op en liet de universiteitsbibliotheek het proefschrift zien, maar er geen foto's van maken. 
In november 2018 stelde de universiteit een commissie in om zijn proefschrift te beoordelen. Volgens de conclusie die de commissie in januari 2019 publiceerde, voldeed de strenge procedure aan de geldende regels, maar bevat het proefschrift delen die slechts in geringe mate afwijken van de originele bronnen.